# Jean-Louis Henri Orry
Pour les articles homonymes, voir Orry.
 (mai 2016).
Jean-Louis Henri Orry, seigneur de Fulvy, de Mareuil et de Villiers-les-Hauts, est un administrateur français, né le 22 janvier 1703, et mort à Paris le 3 mai 1751.

## Biographie
Fils de Jean Orry et de sa seconde épouse Catherine Louise Corcessin, Jean-Louis Henri Orry est le demi-frère du contrôleur général Philibert Orry. Sa famille est de noblesse récente et descend de Marc Orry, libraire juré reçu imprimeur à Paris en 1588.

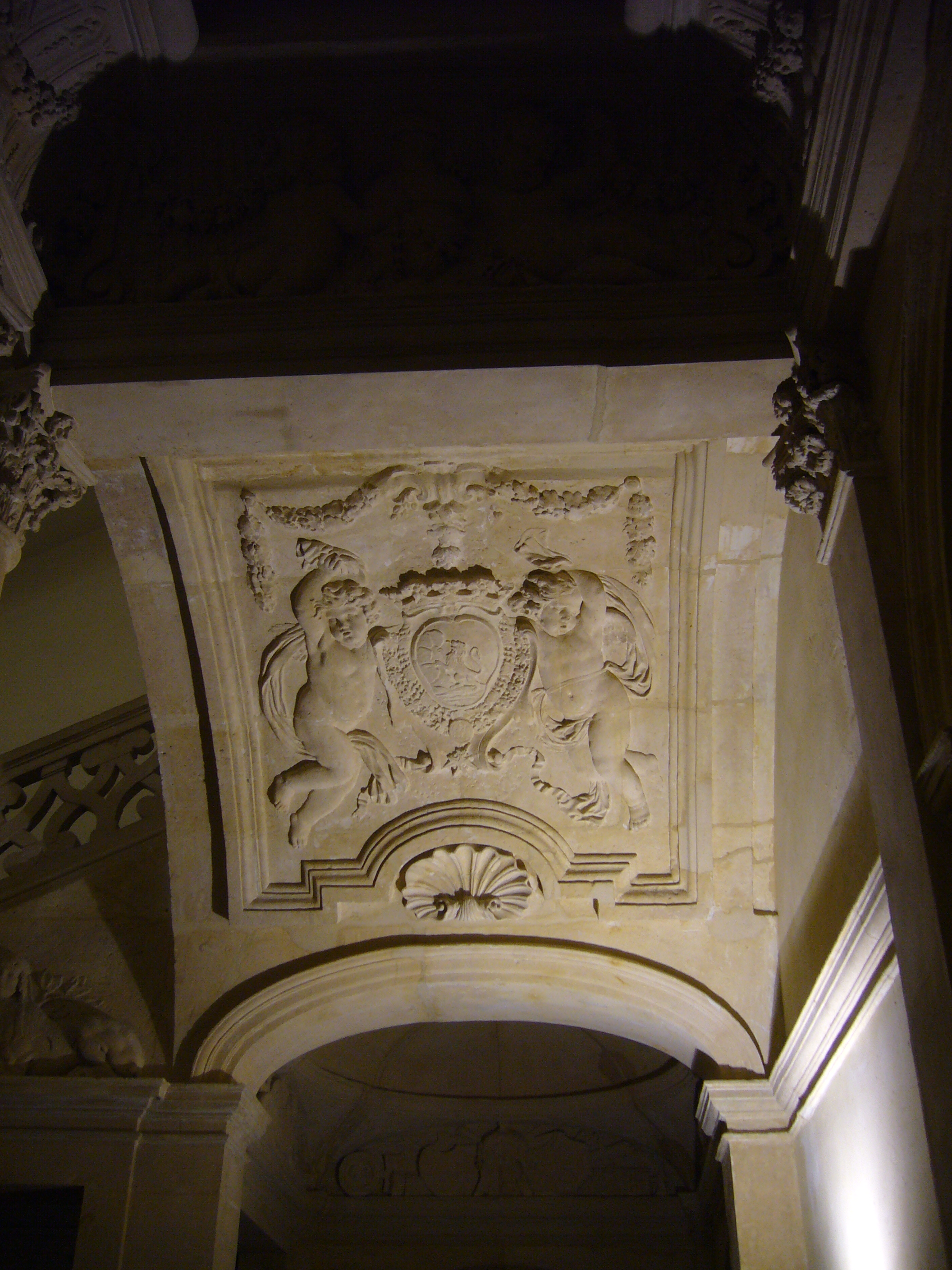
Armoiries de la famille Orry, à l'hôtel de Beauvais

La famille a gardé la marque de ce dernier et en a fait son blason : « De pourpre à un lion d'or, rampant et grimpant sur un rocher d'argent », avec pour devise : « Ad astra per aspera virtus ».
Le 27 août 1728, il épouse Henriette Louise Hélène de La Pierre, fille du seigneur de Bouzies et de Charlotte Le Roy. De leur union naîtront au moins deux filles et un garçon : Louise Élisabeth, Henriette et Philibert Orry de Fulvy, écuyer, qui mourra sans alliance. Ses fonctions ont été multiples et variées : conseiller à la deuxième chambre des enquêtes du parlement de Paris (12 mars 1723), maître des requêtes (10 janvier 1731, honoraire le 10 octobre 1738), puis conseiller d’État. Le 21 février 1737, son demi-frère, alors contrôleur général, lui fait donner la charge d'intendant des finances que quitte Jean-Jacques Amelot, nommé secrétaire d’État. Il entreprend vers 1732 la construction de son château de Fulvy près d'Ancy-le-Franc.
Un arrêt du Conseil du 15 décembre 1733 le charge de l'administration de la Compagnie des Indes. En 1734, il fait la connaissance avec son demi-frère de Mahé de La Bourdonnais qui leur expose ses vues et de ses réflexions sur la Compagnie des Indes et les moyens d'assurer le commerce avec l'Inde. Il est alors nommé gouverneur général des Isles de France (île Maurice, île Bourbon, aujourd'hui île de la Réunion). Le 1er juin 1736, il est témoin avec son frère en présence du cardinal de Fleury, premier ministre, au mariage de son neveu maternel, Louis Jean de Bertier de Sauvigny, à Villemoisson.
Il établit en 1738, et sur ses propres deniers, les bases d'une manufacture de porcelaine qui sera installée au château de Vincennes en 1740, avec l'aide de son demi-frère Philibert Orry et la complicité des ouvriers transfuges de la Manufacture de Chantilly. Ce sera la Manufacture de Vincennes, qui déménagera en 1756 pour devenir plus tard la Manufacture de Sèvres. Les premiers essais les incitent à poursuivre, puisqu'il obtient en 1745 un privilège du roi pour la production de porcelaine à la façon de Saxe, peintes et dorées à figures humaines. 
Le 9 novembre 1747, son demi-frère Philibert Orry meurt sans postérité, lui léguant le château de La Chapelle-Godefroy à Saint-Aubin, avec sa collection de vingt cinq tableaux de Charles-Joseph Natoire. Jean-Claude Duplessis est chargé en 1748 de la création de nouveaux modèles. Louis XV, encouragé par Madame de Pompadour, une des toutes premières clientes de la manufacture, participe à l'appel de fonds et devient actionnaire pour un quart afin de résoudre une grave crise interne. Il charge Jean Hellot, directeur de l'Académie des sciences, d'améliorer les techniques de production, et nomme le peintre Jean-Jacques Bachelier artiste en chef pour la décoration.
Jean-Henri-Louis Orry meurt le 3 mai 1751 dans son hôtel particulier parisien.
Après sa mort, sa bibliothèque est mise en vente aux enchères du 17 janvier 1752 au 3 février 1752 à l'hôtel de Beauvais, rue Saint-Antoine à Paris. Son ancien premier commis et secrétaire, Pierre-Charles Jamet dit « Jamet l'ancien », a été embastillé en 1754 et exilé en 1756 à dix lieues de Paris pour avoir fait « impression de mémoires jugées calomnieux »[réf. nécessaire] à la mémoire d'Orry de Fulvy. Comme tous les actionnaires de la Manufacture de Vincennes, il a donné son nom à une forme de vase, celui-ci étant de forme balustre à col étranglé orné de guirlandes de feuilles et de grappes entrelacées sur les deux faces en biscuit de porcelaine, flanqué de deux enfants également en biscuit. Il comporte des applications d'argent et de bronze ciselé, d'une hauteur de 2,23 mètres, ce vase d'apparat est déposé au pied de l'escalier d'honneur de la mairie de Sèvres. Un second est conservé à Saint-Pétersbourg au musée de l'Ermitage. Destiné au Sénat, l’État l'a remis à la ville de Sèvres pour l'honorer. En 1776, son fils vend le château de Fulvy.
Jean-Louis Henri Orry avait été dédicataire du Second livre de pièces pour la flûte traversière de Louis de Caix d'Hervelois en 1731, et avait été un de ses élèves à la viole de gambe.